# Eurínomo
Según la mitología griega Eurínomo (en griego Εὐρύνομος; Eurýnomos) es el nombre de varios personajes:
- Eurínomo, citado por Pausanias en boca de los guías de Delfos, es un demon del Hades y se dice que come las carnes de los cadáveres, dejando sólo sus huesos.[1]
- Eurínomo, según Ovidio, es uno de los centauros que lucharon contra los lapitas en las bodas de Pirítoo e Hipodamía.[2]
- Eurínomo, según un escolio, es hijo de Magnes el Eólida. Su hijo Hipio fue devorado por la Esfinge de Tebas.[3]
- Eurínomo, según Diodoro Sículo es el padre de Orsínome, la que se desposó con Lápites. Pudiera ser el mismo que el antes citado.[4]
- Eurínomo, según la Odisea, era uno de los pretendientes de Penélope y que provenía de la misma Ítaca.[5] Era el tercer hijo de Egipto y hermano de Ántifo.[6]
- Eurínomo, según Quinto de Esmirna, fue un defensor troyano que murió a manos de Áyax Telamonio.[7]